# Langenstein
Langenstein település Ausztriában, Felső-Ausztria tartományban, a Pergi járásban. Tengerszint feletti magassága 245 méter, területe 12,36 km².

## Elhelyezkedése
Langenstein Sankt Georgen an der Gusen, Ried in der Riedmark, Mauthausen, Enns és Luftenberg an der Donau településekkel határos.

## Népesség
| 2016 | 2 513 |
| 2018 | 2 534 |